# بيوضة الشرقية (البلقاء)
بيوضة الشرقية منطقة سكنية تقع في لواء قصبة السلط، محافظة البلقاء في الأردن. تنتمي المنطقة لقضاء العارضة الذي يضم 14 منطقة. يقدر عدد سكانها بـ 971 نسمة حسب إحصاء 2015.

## الوصلات الخارجية
- دائرة الاحصاءات العامة